# آی‌ان‌اس سادارشینی
آی‌ان‌اس سادارشینی (به انگلیسی: INS Sudarshini) یک کشتی است. این کشتی در سال ۲۰۱۱ ساخته شد.